# Anilocra elviae
Anilocra elviae är en kräftdjursart som beskrevs av Winfield, Alvarez och Ortiz 2002. Anilocra elviae ingår i släktet Anilocra och familjen Cymothoidae. Inga underarter finns listade i Catalogue of Life.